# Maur
Maur és un municipi del cantó de Zúric (Suïssa), situat al districte d'Uster.